# Francesc Carbonell i Solés
Francesc Carbonell i Solés (Barcelona, 20 de novembre de 1873 - idem. 9 de febrer de 1910) fou un metge català.
Neix a Barcelona al carrer dels Àngels, 10 primer pis, fill de Martí Carbonell i Blancat fuster d'ofici natural de Maçanet de Cabrenys i de Reparada Solés i Sais natural de Vall-llobrega.
Va estudiar medicina a l'antiga facultat de Medicina de Barcelona del carrer del Carme, doctorant-se el 1895. Es va distingir escrivint nombrosos articles i memòries, entre les quals mereix citar-se la Història de la legislación sanitària española, que li va valer el títol de soci corresponent de la Reial Acadèmia de Medicina de Barcelona. Va ser metge auxiliar del Hospital de la Santa Creu.
Va escriure una memòria sobre el Estado actual y futuro de la doctrina patogènica parasitària, que va ser premiada per la Reial Acadèmia de Medicina de Madrid 1898. En el XIV Congrés Internacional de Medicina de Madrid (1903) va presentar una altra memòria sobre les fiebres lentas de Barcelona, i un estudi sobre la Aplicación de la cristalogenia experimental a la investigación toxicològica de los alcaloides, treball que per la seva originalitat i encert va merèixer les felicitacions d'autors especialistes tan famosos com Schrön, de Nàpols; Benedikt, de Viena; Stephane Ledne, Robert-Tissot, etc.
Va obtenir per dues vegades l'accèssit de 1.000 pessetes al premi Garí (1897-1898); la primera, amb un estudi sobre la verola en l'home i en els animals domèstics, i la segona amb una memòria sobre la cistitis tuberculosa, el seu concepte clínic i tractament. Se li deuen, a més, nombrosos articles en la premsa mèdica de Barcelona, part dels quals van ser reimpresos i col·leccionats en un fulletó (1909), formant la primera sèrie dels mateixos, i erudits treballs sobre diversos punts de les ciències mèdiques, entre ells: Profilaxis de los procesos flogisticos, premiat amb medalla de plata i títol de soci de mèrit en el primer concurs de l'Acadèmia de la Higiene de Catalunya (1895), Condiciones higiénicas que han de reunir las escuelas destinadas a la primera enseñanza (1895), Influencia que en la terapéutica moderna tienen las nucleinas (1896), premiat amb menció honorífica per la Academia Medica-farmacèutica de Barcelona: Contribución al estudio comparativo de la incineración e inhumación cadavéricas como medios involutivos de los restos humanos, ¿Que procedimiento es preferible actualmente? (1897), premiat amb el diploma de soci de mèrit per l'Institut Mèdic Valencià; Valor profilactico y etiológico de la combustión, la oxidación y la nitrificación (1898), premiat en el tercer concurs de l'Acadèmia de la Higiene de Catalunya, i alguns altres.
Va publicar, així mateix, nombroses crítiques bibliogràfiques en les publicacions mèdiques, i va escriure a la premsa diària alguns articles sobre qüestions d'actualitat, distingint pel seu estil elegant i correcte.
Se li deuen també nombrosos extractes i traduccions de la premsa mèdica estrangera per a diferents revistes espanyoles de medicinia com Archivos de Ginecopatía. Carbonell, mort prematurament, era ja soci de mèrit de l'Académia d'Higiene de Catalunya i corresponent de la Sociedades das sciencias medicas de Lisboa i de la Académie de Médecine de París. Va col·laborar en l'edició espanyola del Tratado de las enfermedades de la piel, de Leistikov, escrivint els articles de Fototerapia i Radioterapia. Va pertànyer á la Académia provincial de Ciencias Médicas de Badajoz, al Instituto Médico Valenciano i a la Real Académia de Medicina de la Coruña.
Casat amb M.Angels Juanico i Cateura varen tenir un fill Martí (*1907) i una filla Maria (1910).